# Amuri-Ureia
Inscrits : 429 (2006)
Amuri-Ureia est l'une des trois circonscriptions électorales de l'île d'Aitutaki (îles Cook). Elle est constituée de 8 tapere et d'un motu :
- Le tapere d'Ureia qui fait partie du district d'Arutanga
- Le tapere d'Amuri qui fait partie du district homonyme
- Le tapere de Punganui qui fait partie du district d'Amuri
- Le tapere d'Anaunga qui fait partie du district homonyme
- Le tapere de Punoa qui fait partie du district d'Anaunga
- Le tapere de Taakarere qui fait partie du district de Vaitupa
- Le tapere de Vaitupa qui fait partie du district homonyme
- Le tapere de Vaikepa qui fait partie du district d'Avanui
- Le Motu (îlot corallien) connu sous le nom d'Akitua, appellation géographique ayant donné son nom au groupe d'investissement dirigé par Etienne Frétault.

Cette circonscription fut créée en 1981 par l'amendement constitutionnel no 9. Jusqu'alors les 3 sièges d'Amuri-Ureia, Arutanga-Reureu-Nikaupara et Vaipae-Tautu étaient regroupés dans la circonscription d'Aitutaki.

## Élections de 2004
Première élection victorieuse pour Junior Maoate, le fils de l'ancien Premier Ministre Terepai Maoate,  mettant fin à la domination du CIP sur la circonscription depuis plusieurs scrutins.
| Teokotai Herman (CIP)        | 47,9 % |
| Terepai (Junior) Maoate (DP) | 50,7 % |
| Kiria Kiria (Ind.)           | 1,4 %  |

## Élections de 2006
Nouvelle victoire pour Maoate sur son adversaire John Baxter. Le CIP déposa une pétition électorale accusant Junior Maoate de fraude électorale. La plainte fut finalement classée sans suite.
| John Baxter (CIP)            | 43,4 % |
| Terepai (Junior) Maoate (DP) | 56,6 % |